# Mississipi (film)
Mississipi (Show Boat) è un film muto del 1929 diretto da Harry A. Pollard, ispirato al romanzo omonimo di Edna Ferber. Venne presentato con l'aggiunta di scene sonore.

## Produzione
Il film fu prodotto dall'Universal Pictures. È la prima versione cinematografica dell'opera teatrale Show Boat di Oscar Hammerstein II (parole) e Jerome Kern (musiche). Il film venne girato muto proprio nel periodo in cui cominciavano a essere prodotti i primi film sonori. La casa di produzione si rese conto che il pubblico si aspettava un film parlato e, di conseguenza, non distribuì subito la pellicola. Alcune scene furono girate da capo, incluso un prologo di trenta minuti, parlato e cantato. Quando fu alla fine distribuito, il film si presentava sia muto che sonoro: la sincronizzazione fu curata da Joseph Cherniavsky, la registrazione fu supervisionata da C. Roy Hunter.

## Distribuzione
Distribuito dall'Universal Pictures, il film uscì - presentato da Carl Laemmle - nelle sale cinematografiche statunitensi il 28 luglio 1929. In Italia venne distribuito nel febbraio 1930.

## Remake
- La canzone di Magnolia di James Whale (1936)
- Show Boat di George Sidney (1951)